# Dartagnan
DARTAGNAN（ダルタニアン）は、ドイツで結成されたバグパイプ、バイオリンなどを用い、中世フォークミュージックとメタルロックを融合させた、ミッテラルターメタルまたはミッテラルターロック（中世メタル）と呼ばれるジャンルのバンドである。

## 概要・背景
中世フォークメタルバンド、フォイアーシュヴァンツ（Feuerschwanz）のボーカル・バグパイプ担当であるベン・メッツナー、ベース担当のフェリックス・フィッシャーと、ベンの20年来の友人であるギタリストでサブボーカルのティム・ベルナルドによって2015年にニュルンベルクで設立された。
2017年12月にフェリックスが脱退し、新たにバイオリニストのグスタヴォ・シュトラウスがメンバーに加わった。
ライブでのリズムセクションは3人。ドラムのマティアス・ベームはベンとティムの古い友人で、フェリックスの後任を探していた際に大学時代の同僚だったグスタヴォを紹介した。結成当時から1年間エレキギターを務めていたハンス・プラッツと、当時から現在までベース担当のセバスチャン・バウマンはFeuerschwanzでのベンの同僚。プラッツの後任のハイコ・ハインツはセバスチャンの学生時代からの同期で、共にレゲエバンドMellow Markでプレイしていた経歴がある。

彼らは自身を”銃士ロック”と表現しており、メンバーの衣装やフルール・ド・リスと3本の細剣を合わせたデザインのバンドロゴからも判るように、バンドの名前はアレクサンドル・デュマ・ペールの小説『三銃士』（1844年刊行）の主人公としても有名なダルタニャンに由来している。また、作中で彼らのモットーとされる「一人は皆のために、皆は一人のために　Unus pro omnibus, omnes pro uno」を意味するドイツ語、Einer für alle für ein のフレーズが歌詞の中にも頻繁に用いられている。
2021年6月から、クラウドファンディングプラットホームPatreonの利用を開始し、支援者用の限定コンテンツ（画像・動画など）を公開しているが、コロナ禍が明けてライブ活動の再開にともない今後廃止する予定と2023年2月にアナウンスがあった。

大手音楽レーベルのソニーミュージックエンターテインメントとのレコード契約後、Schandmaul、ナイトウィッシュ、In Extremoなどを手掛けたプロデューサーのトーマス・ハイマン・トロシアンによるアルバム制作が行われ、2016年2月26日に発売されたデビューアルバム『Seit an Seit』はドイツのアルバムチャートで7位、オーストリアで24位、スイスでも65位に入り、同じ年に追加タイトルとライブCDを含む「ゴールドエディション」が再リリースされ、バンドは2017年にアルバムのゴールドレコードを受賞した。
2017年9月に2ndアルバム『Verehrt und Verdammt』がリリースされ、ドイツのアルバムチャートで11位、メンバーチェンジ後の2019年に発売された3rdアルバム『In jener Nacht』は5位になった。
コロナ禍でライブの度重なる延期が発表される中、2020年9月24日にミュンヘンで屋外ライブを敢行。
2021年リリースの4thアルバム『FEUER & FLAMME』は、プロデューサーが過去作品でも楽曲を提供してきたフェリックス・ヘルトに変わっており、バンド初のLP盤も発売されリリースと同時にライブ配信を行い、アルバムチャートでは6位になっている。
バグパイプやティンホイッスルなど多彩な楽器を用いるスタイルはそのままに、トラッド中心だった初期からよりメタル色の濃い楽曲が主軸になり、サブボーカルのティムがメインで歌う曲が含まれているなど1stからは随分と方向性が変わった印象である。
2022年10月リリースの5thアルバム『FELSENFEST』は2枚組で、グッズ付きのFanbox、インストCDを加えた大型本形式の3枚組、LP盤など数種類の形態で発売され、アルバムチャートでは5位になった。前作からの流れを踏襲しつつ、トラッドやカバー曲で構成された2枚目では英語やイタリア語、ロシア語など数か国語で歌われており、フォークロックバンドとしての主張が見える。”Trink mein Freund”の原曲コロベイニキはコンピュータゲーム『テトリス』ゲームボーイ版のBGMとしてお馴染みのロシア民謡である。

2022年のツアーでは、ドイツ本国に加えてロシア、オーストリア、スイスでライブを行う予定になっていたが、ロシアによるウクライナ侵攻によってロシア公演は延期されている。

## メンバー
- ベン・メッツナー　Ben Metzner：ボーカル、バグパイプ、ティンホイッスル、アイリッシュブズーキ、イーリアンパイプス、ピアノ、アコースティックギター
- ティム・ベルナルド　Tim Bernard：ボーカル、エレキギター、アコースティックギター、アイリッシュブズーキ
- グスタヴォ・シュトラウス　Gustavo Strauss（2018-)：バイオリン、ボーカル

### ライブメンバー
- ハイコ・ハインツ　Haiko Heinz(2017-)：ギター
- セバスチャン・バウマン　Sebastian Baumann：ベース
- マティアス・ベーム　Matthias Böhm：ドラム
- ルーカス・ディートル Lucas Dietl：バイオリン

### 旧メンバー
- フェリックス・フィッシャー　Felix Fischer（2015-2017)：エレキギター、アコースティックギター、エレクトリックベース、クラシックギター、ボーカル、アイリッシュブズーキ
- ハンス・プラッツ　Hans Platz（2015-2017）：エレキギター

## ディスコグラフィー
- Seit an Seit （2016）
- Seit an Seit „Gold Edition” （2016）
- Verehrt und verdammt （2017）
- In jener Nacht （2019）
- FEUER & FLAMME （2021）
- Feuer & Flamme LIVE „BluRay ＆ CD”（2021）
- FELSENFEST(2022)

## ミュージックビデオ
2016年
- Seit an Seit
- Bis zum letzten Atemzug
- Komm mit
- Komm mit アコースティックver.
- Nebelmeer アコースティックver.
- Hulapalu (アンドレアス・ガバリエAndreas Gabalierのカバー)

2017年
- Jubel
- Neue Helden

2018年
- Was wollen wir trinken
- Troy
- Flucht nach vorn
- In jener Nacht

2019年
- Sing mir ein Lied (英米共同制作アウトランダー (テレビドラマ)のテーマ)
- Einer für alle für ein‘
- Wallenstein
- Chanson de Roland

2020年
- Griechischer Wein
- An der Tafelrunde（Schandmauとの合作)
- Kaufmann & Maid（参加はBenのみ）
- C'est la vie

2021年
- Farewell ft. Patty Gurdy
- Solang dein Blut
- Pesnia Mushketerov
- Feuer & Flamme
- Glücksritter
- Völkerschlacht
- FESTE FEIERN
- Heroes (LIVE)
- Meine Liebste, Jolie ft. Patty Gurdy (LIVE)
- Chanson de Roland (LIVE）

2022年
- Tanz in den Mai
- Westwind
- Trink mein Freund
- My Love's in Germany ft. Blackbriar
- Dreht sich der Wind
- We're gonna be drinking ft. Candice Night, Blackmore's Night
- Felsenfest2023年
- C'est la vie (English Version)
- WESTWIND UNPLUGGED

2023年
- Hey Brother（avicii のカバー）